# Dianthera
Dianthera is een geslacht van planten uit de acanthusfamilie (Acanthaceae). De soorten komen voor op het Amerikaanse continent.

## Soorten
- Dianthera americana L.
- Dianthera androsaemifolia (Nees) Griseb.
- Dianthera angusta (Chapm.) Small
- Dianthera angustifolia (Nees) Benth. & Hook.f. ex B.D.Jacks.
- Dianthera appendiculata Ruiz & Pav.
- Dianthera arvensis Vell.
- Dianthera brasiliensis Vell.
- Dianthera breviflora (Nees) Hemsl.
- Dianthera calycina (Nees) B.D.Jacks.
- Dianthera candelariae (Oerst.) Hemsl.
- Dianthera candicans (Nees) Benth. & Hook.f. ex Hemsl.
- Dianthera cayennensis (Nees) Griseb.
- Dianthera comata L.
- Dianthera crassifolia Chapm.
- Dianthera dasyclados (Mart. ex Nees) Hiern
- Dianthera eustachiana (Jacq.) J.F.Gmel.
- Dianthera glabra (Oerst.) Benth. & Hook.f. ex Hemsl.
- Dianthera guianensis N.E.Br.
- Dianthera hookeriana (Nees) Benth. & Hook.f. ex B.D.Jacks.
- Dianthera inaequalis (Benth.) Benth. & Hook.f. ex B.D.Jacks.
- Dianthera incerta Brandegee
- Dianthera laeta (Nees) Hiern
- Dianthera laevilinguis (Nees) Lindau
- Dianthera lindeniana (Nees) Hemsl.
- Dianthera longiflora (Nees) Benth. & Hook.f. ex B.D.Jacks.
- Dianthera oblonga (Nees) Benth. & Hook.f. ex B.D.Jacks.
- Dianthera ovata Walter
- Dianthera pectoralis (Jacq.) J.F.Gmel.
- Dianthera peploides Griseb.
- Dianthera pleurolarynx S.F.Blake
- Dianthera polygaloides S.Moore
- Dianthera racemosa (Ruiz & Pav.) Benth. & Hook.f. ex B.D.Jacks.
- Dianthera reptans (Sw.) J.F.Gmel.
- Dianthera rigida (Nees) Benth. & Hook.f. ex B.D.Jacks.
- Dianthera rugeliana Griseb.
- Dianthera sagrana (A.Rich.) Griseb.
- Dianthera secunda (Lam.) Griseb.
- Dianthera secundiflora Ruiz & Pav.
- Dianthera sessilis (Jacq.) J.F.Gmel.
- Dianthera speciosa (Nees) Benth. & Hook.f. ex B.D.Jacks.
- Dianthera sulfurea Donn.Sm.

... · 
Acanthopsis · 
Acanthus · 
Achyrocalyx · 
Afrofittonia · 
Ambongia · 
Ancistranthus · 
Andrographis · 
Angkalanthus · 
Anisacanthus · 
Anisosepalum · 
Anisotes · 
Anomacanthus · 
Aphanosperma · 
Aphelandra · 
Ascotheca · 
Asystasia · 
Avicennia · 
Ballochia · 
Barleria · 
Barleriola · 
Blepharis · 
Borneacanthus · 
Boutonia · 
Brachystephanus · 
Bravaisia · 
Brillantaisia · 
Brunoniella · 
Calacanthus · 
Calycacanthus · 
Camarotea · 
Carlowrightia · 
Celerina · 
Cephalacanthus · 
Chalarothyrsus · 
Chamaeranthemum · 
Chileranthemum · 
Chlamydacanthus · 
Chlamydocardia · 
Chorisochora · 
Chroesthes · 
Clinacanthus · 
Clistax · 
Codonacanthus · 
Conocalyx · 
Cosmianthemum · 
Crabbea · 
Crossandra · 
Crossandrella · 
Cyclacanthus · 
Cynarospermum · 
Cyphacanthus · 
Danguya · 
Dasytropis · 
Dichazothece · 
Dicladanthera · 
Dicliptera · 
Dischistocalyx · 
Duosperma · 
Dyschoriste · 
Ecbolium · 
Echinacanthus · 
Elytraria · 
Encephalosphaera · 
Eranthemum · 
Eremomastax · 
Filetia · 
Fittonia · 
Forcipella · 
Glossochilus · 
Graphandra · 
Graptophyllum · 
Gymnostachyum · 
Gypsacanthus · 
Hansteinia · 
Haplanthodes · 
Harpochilus · 
Hemigraphis · 
Henrya · 
Herpetacanthus · 
Heteradelphia · 
Holographis · 
Hoverdenia · 
Hulemacanthus · 
Hygrophila · 
Hypoestes · 
Ichthyostoma · 
Isoglossa · 
Isotheca · 
Jadunia · 
Justicia · 
Kalbreyeriella · 
Kosmosiphon · 
Kudoacanthus · 
Lankesteria · 
Leandriella · 
Lepidagathis · 
Megalochlamys ·
Ruellia · 
Strobilanthes · 
Thunbergia · 
...